# جاناتان تامایو
جاناتان تامایو یک بازیکن پوکر آمریکایی اهل هامبل، تگزاس است. در سال ۲۰۲۴، او برنده رویداد اصلی در سری مسابقات جهانی پوکر به مبلغ ۱۰.۰۰۰.۰۰۰ دلار شد. 

## حرفه پوکر
تامایو قبل از شروع در حرفه پوکر خود در دانشگاه کورنل نیویورک در رشته مدیریت هتلداری تحصیل کرد.  در سال ۲۰۰۹ ، او در سری مسابقات جهانی پوکر با ۳۲۵۰۰۰ دلار در جایگاه بیست و یکم قرار گرفت. 
اولین برد تامایو در سال ۲۰۰۷ و ۲۰۰۸ به دست آمد جایی که در مسابقات میکس بدون محدودیت هولدم ۱۵۰۰ دلاری در جایگاه دوم قرار گرفت و برنده ۱۴۰.۰۰۰ دلار شد.
تامایو همچنین چهار بار برنده حلقه سری مسابقات جهانی پوکر شده است که آخرین حلقه او در سال ۲۰۱۸ به دست آمد.
تامایو تا قبل از رویداد اصلی سال ۲۰۲۴ که برنده ۱۰ میلیون دلار شد، حدود ۲ میلیون دلار از حضور در مسابقات جهانی پوکر به دست آورده بود که شامل ۶۳ برد در سری  مسابقات جهانی پوکر میشد.
در رویداد اصلی سال ۲۰۲۴، تامایو با شکست دادن رکورد ۱۰۱۱۲ بازیکن به جدول نهایی راه یافت. او در دست ۲۳۵ جدول نهایی، جردن گریف را در هدز-آپ (Head's-Up)(به لحظه ای گفته میشود که تنها دو بازیکن بر روی میز نهایی مانده باشد) شکست داد.
دست او 8♦ 3♠ دست جوردن گریف (نفر دوم سال ۲۰۲۴) 9♥ 6♣ کارت های روی میز: 9♦ 8♣ 3♦ A♣ 5♦